# تپه کورت قشلاقی
تپه کورت قشلاقی مربوط به دوره اشکانیان است و در شهرستان ماهنشان، بخش انگوران، دهستان انگوران، ۱ کیلومتری شمال غرب روستای چای کند واقع شده و این اثر در تاریخ ۲۷ بهمن ۱۳۸۷ با شمارهٔ ثبت ۲۴۶۱۵ به‌عنوان یکی از آثار ملی ایران به ثبت رسیده است.